# Aeroporto Internacional de Genebra
O Aeroporto Internacional de Genebra (AIG) (código IATA: GVA, ICAO LSGG), até 1993 conhecido como o aeroporto de Genève-Cointrin, encontra-se em Genebra, Suíça.
Localizado a apenas 5 km do centro da cidade é diretamente acessível pelos Transportes públicos de Genebra (TPG), pela auto-estrada A1 e por uma estação do Caminho de ferro federal (SBB-CFF-FFS) no sobre-solo da aerogare.
O aeroporto possui duas pistas, uma com 3900 m de comprimento, de concreto, e uma segunda pista, dedicada à aviação civil, de 823 metros, de grama e terra.

## História
Algumas datas importantes do AIG.
- 1919: o Grande Conselho genebrino vota uma lei para construir um campo  de aviação a norte de cidade, perto de Cointrin, razão do seu primeiro nome, Genève-Cointrin.
- 1922: abertura das primeiras linhas comerciais;  Genebra-Lausanne-Paris, Genebra-Lyon, Genebra-Zurique-Munique-Nuremberga.
- 1940: extensão da pista em betão de 405 a 1 065 m.
- 1947: primeira ligação Genebra-Nova Iorque-Genebra a bordo de um DC-4 da Swissair.
- 1956-58: a Suíça e a França aprovam uma troca de terrenos que permite a extensão do aeroporto a 3 900 m. A Suíça deve construir uma aerogare para um "sector francês" assim como um túnel sobre a pista para permitir a continuação da ligação entre Genebra (CH) e Ferney-Voltaire (FR).
- 1959: primeira aterragem de um avião a reação, um Caravelle da SAS.
- 1996: Swissair cria o hub no Aeroporto de Zurique e inibe a maior parte dos voos de longo curso com partida de Genebra.
- 2000: a companhia EasyJet faz de Genebra o seu aeroporto principal na Europa.
- 2002: Swissair encerra suas atividades e sua sucessora, Swiss International Air Lines, assume todas as suas operações

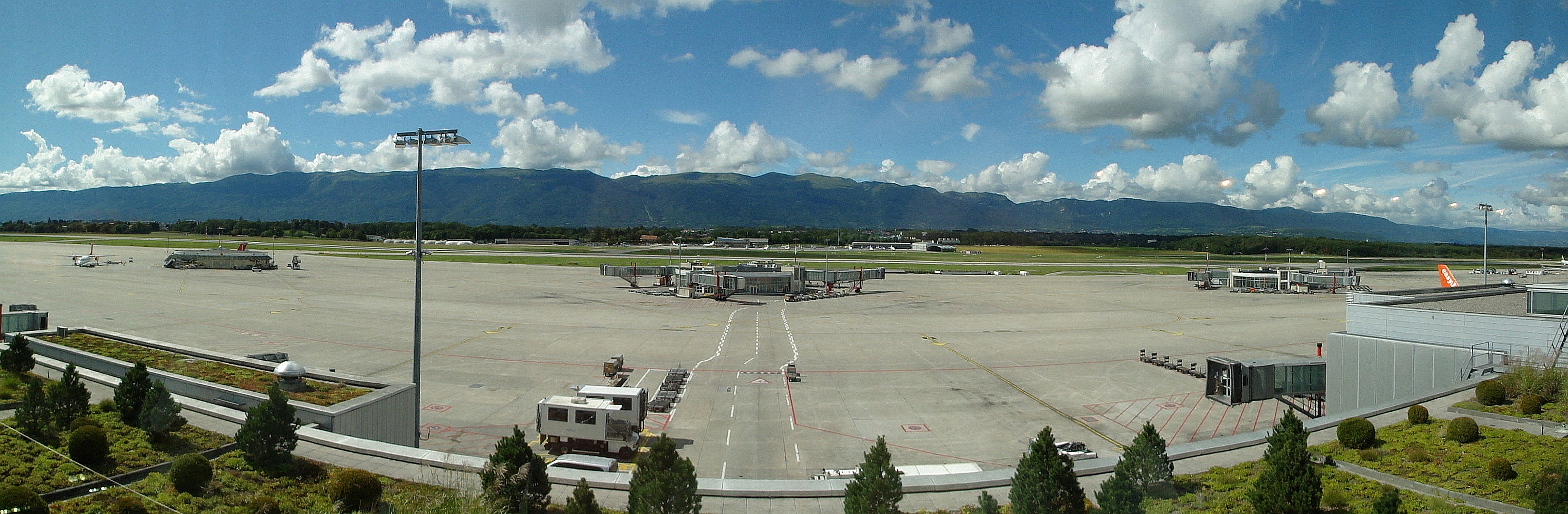
Aeroporto Internacional de Genebra e parte da cordilheira do Jura